# اخلاق مهندسی
اخلاق مهندسی یا (به انگلیسی: Engineering ethics) شاخه‌ای از اخلاق کاربردی یا (به انگلیسی: اخلاق کاربردی) است. در اخلاق مهندسی با ارائه کدهای اخلاقی به مهندسان در تصمیم‌گیری اخلاقی در حرفه مهندسی کمک می‌شود.

اخلاق مهندسی با اخلاق فردی تفاوت دارد و عبارت است از رعایت استانداردهای لازم، انجام کار مهندسی در کمترین زمان و با بیشترین کیفیت. (مهدی‌زاده ملاباشی، پنجعلی اصل، ۱۳۹۶)
مهدی‌زاده ملاباشی، تورج؛ پنجعلی اصل، مریم. ۱۳۹۶. اخلاق حرفه ای، ضامن موفقیت سازمانی، چاپ اول. اردبیل: انتشارات ایلخانی.
"این مقاله در حال ترجمه از ویکی انگلیسی است
لطفاً حذف نشود."
اخلاق مهندسی شاخه‌ای از سیستم اصول اخلاقی است که در اجرای مهندسی کاربرد دارد. این رشته تعهدات مهندساننسبت به جامعه، مشتریان و حرفه را بررسی و تعیین می‌کند. به عنوان یک رشته علمی، ارتباط نزدیکی با موضوعاتی مانند فلسفه علم، فلسفه مهندسی و اخلاق فناوری دارد.

### پیشینه و منشأ
تا قرن ۱۹ و نگرانی‌های فزاینده

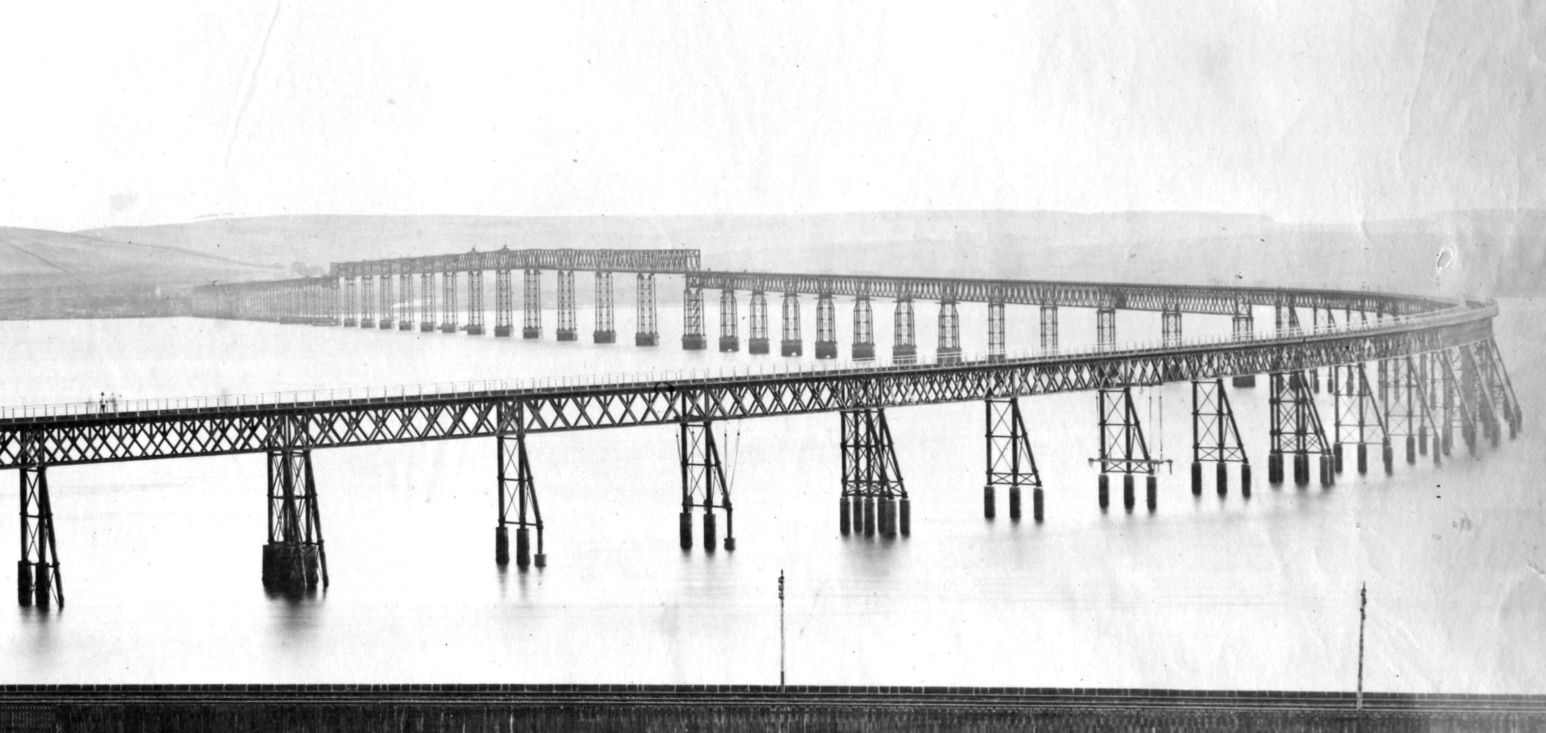
اولین پل تای در سال ۱۸۷۹ فروریخت. حداقل شصت کشته شدند.

وقتی که مهندسی به عنوان یک حرفه متمایز در قرن نوزدهم مطرح شد، مهندسان خودشان را به عنوان متخصصان حرفه‌ای مستقل یا کارمندان فنی شرکت‌های بزرگ می‌دیدند. تنش قابل توجهی بین دو بخش به وجود آمد مثل کارفرمایان صنعتی بزرگ که برای حفظ کنترل کارکنان خود می‌جنگیدند.
.
در ایالات متحده، رشد گرایش به متخصص شدن باعث تأسیس چهار انجمن مهندسی شد: انجمن مهندسین عمران آمریکا (ASCE) در سال ۱۸۵۱، موسسه مهندسین برق آمریکا (AIEE) در سال ۱۸۸۴، انجمن مهندسین مکانیک آمریکا (ASME) در سال ۱۸۸۰، و مؤسسه مهندسین معدن آمریکا (AIME) در سال 1871. انجمن مهندسین عمران آمریکا و مؤسسه مهندسین برق آمریکا برای مهندس‌هایی که آموزش می‌دیدند از نزدیک، انجمن مهندسین مکانیک آمریکا تا اندازه‌ای و مؤسسه مهندسین معدن آمریکا تقریباً به‌طور کامل، با این دیدگاه که مهندس یک کارمند فنی است، شناخته‌شده بودند.
با این حال، در آن زمان اخلاق به عنوان یک دغدغه شخصی بود و یک دغدغه تخصصی فراگیر تلقی نمی‌شد. : 6 
اوایل قرن بیستم و نقطه تحول
فاجعه ملاس بوستون انگیزه ای قوی برای ایجاد مجوزهای حرفه ای و کدهای اخلاقی در ایالات متحده ایجاد کرد.
زمانی که قرن نوزدهم به پایان رسید و قرن بیستم آغاز شد، مجموعه‌ای از شکست‌های ساختاری قابل توجهی به‌وجود آمد، از جمله شکست چندین پل، به ویژه فاجعه راه‌آهن رودخانه آشتابولا (۱۸۷۶)، فاجعه پل تای (۱۸۷۹)، و فروریختن پل کبک وجود داشت (۱۹۰۷). اینها تأثیر به‌سزایی بر مهندسان گذاشت و این حرفه را وادار به مقابله با کاستی‌ها در عملکرد فنی و ساختمانی و همچنین استانداردهای اخلاقی کرد.
یکی از واکنش‌ها، تدوین قوانین رسمی اخلاقی توسط سه انجمن از چهار انجمن مهندسی بود. AIEE در سال ۱۹۱۲ قانون مصوب کرد. ASCE و ASME این کار را در سال ۱۹۱۴ انجام دادند. AIME در سابقه خود هیچ قانون اخلاقی تصویب نکرد.
نگرانی برای رفتار تخصصی و محافظت از مردم که به دلیل خرابی‌های پل برجسته شده‌بود، همچنین فاجعه ملاس بوستون (۱۹۱۹)، انگیزه ای برای جنبش دیگری فراهم کرد که برای مدتی در جریان بود و منجر شد نیاز به مدارک رسمی (مجوز مهندسی حرفه ای در ایالات متحده) برای کار الزامی شود. این شامل جلسه‌ای از ترکیب الزامات آموزشی، تجربه و آزمون است.
در سال ۱۹۵۰، انجمن مهندسان آلمانی سوگندنامه ای با عنوان «اعتراف مهندسان» برای همه اعضای خود تهیه کرد که مستقیماً به نقش مهندسان در جنایات مرتکب شده در طول جنگ جهانی دوم اشاره کرد.
در طول دهه‌های بعد، اکثر ایالت‌های آمریکا و استان‌های کانادا یا مهندسان را ملزم به داشتن مجوز می‌کردند، یا قوانین خاصی را تصویب کردند که حقوق عنوان را برای سازمان مهندسین حرفه‌ای محفوظ می‌داشت. در نمونه کانادایی همه افراد شاغل در رشته‌های مهندسی که خطری برای جان، سلامت، اموال، رفاه عمومی و محیط زیست هستند، باید مجوز می‌گرفتند و همه استان‌ها تا دهه ۱۹۵۰ نیاز به مجوز داشتند.
نمونه ایالات متحده عموماً فقط به مهندسین شاغلی که بر رفاه عمومی، ایمنی، حفاظت از جان، سلامت یا دارایی تأثیرگذارند و می‌خواهند مجوز بگیرند، خدمات مهندسی ارائه می‌دهد، در حالی که مهندسین شاغل در صنایع خصوصی بدون ارائه مستقیم خدمات مهندسی به مشاغل عمومی یا سایر مشاغل، آموزش و پرورش و دولت نیازی به مجوز ندارند. این امر باعث شکاف بین مهندسان متخصص و مهندسین صنایع خصوصی شد. جوامع حرفه ای اصول اخلاقی یکسانی را قبول کردند.
پیشرفت‌های اخیر

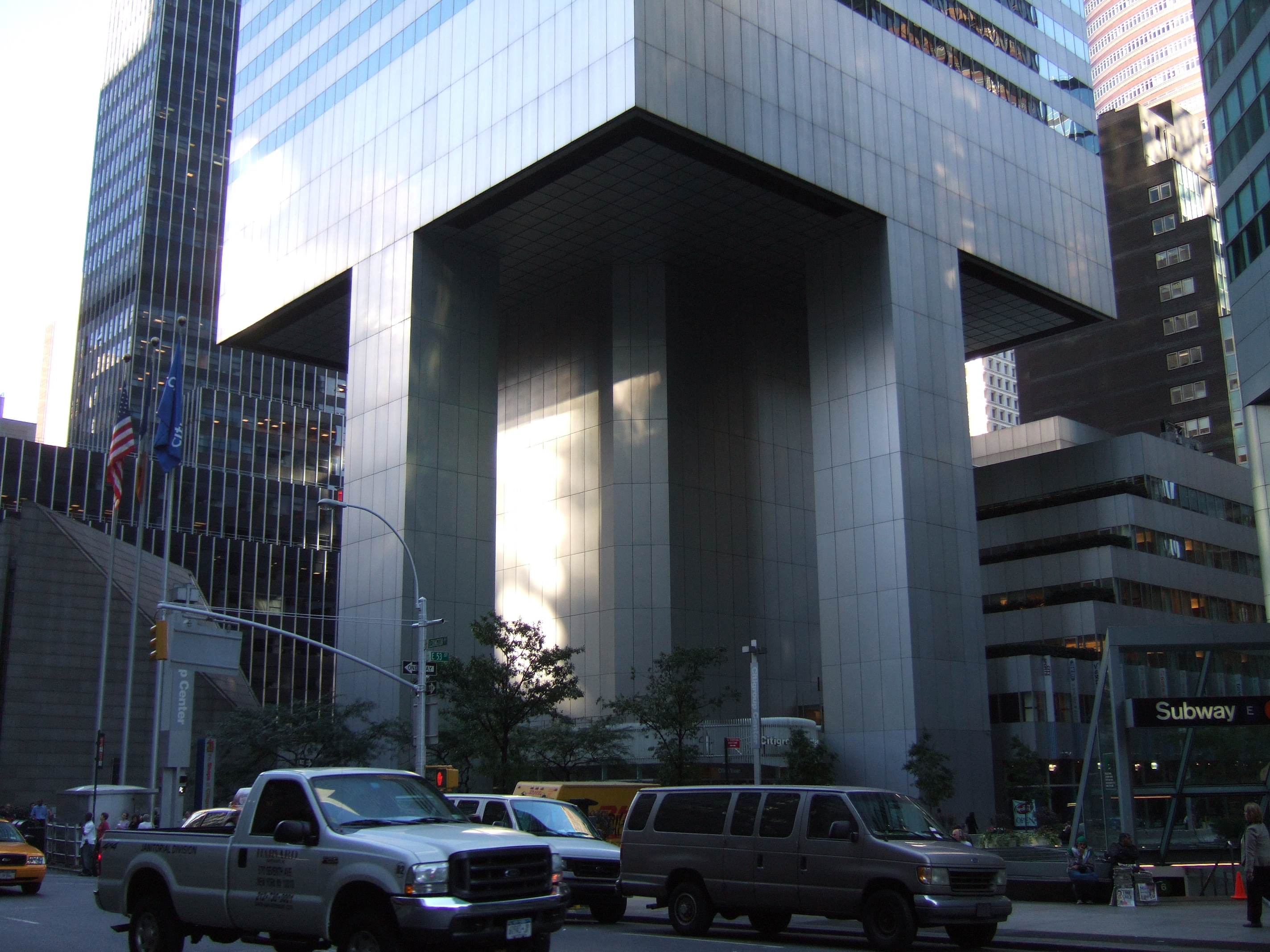
پاسخ ویلیام لمسوریه به نواقص طراحی که پس از ساخت مرکز سیتی گروپ آشکار شد، اغلب به عنوان نمونه ای از رفتار اخلاقی ذکر می‌شود.

تلاش‌ها برای ارتقای عملکرد اخلاقی ادامه پیدا کرد. علاوه بر انجمن‌های تخصصی و تلاش اعضای سازمان‌های اجاره‌دهنده، رینگ آهنی کانادا و انجمن مهندس آمریکا پیگیر فروریختن پایه‌های پل کبک در سال ۱۹۰۷ را بودند. هر دوی آنها از اعضا می‌خواستند که سوگند یاد کنند تا از اخلاقیات حمایت کنند و حلقه نمادینی را به عنوان یادآوری، دست کنند.
در ایالات متحده، انجمن ملی مهندسین متخصص در سال ۱۹۴۶ قوانین اخلاقی برای مهندسان و قوانین رفتار حرفه‌ای خود را منتشر کرد که به منشور اخلاقی فعلی که در سال ۱۹۶۴ تصویب شد، تکامل یافت. این درخواست‌ها در نهایت منجر به ایجاد هیئت بازبینی اخلاقی در سال ۱۹۵۴ شد. موارد اخلاقی به ندرت پاسخ‌های ساده می‌دهند، اما نزدیک به ۵۰۰ نظر مشورتی BER کمک کرده‌است تا مسائل اخلاقی که مهندسان روزانه با آن‌ها مواجه می‌شوند، شفاف شود.
در حال حاضر، رشوه خواری و فساد سیاسی به‌طور مستقیم توسط چندین انجمن تخصصی و گروه‌های تجاری در سراسر جهان در حال رسیدگی است. با این حال، مسائل جدیدی بوجود آمده‌است مانند برون مرزی، توسعه پایدار و حفاظت از محیط زیست که این حرفه باید در نظر گرفته و به آنها رسیدگی کند.
قوانین مهندسی
اخلاق یک ویژگی را مشخص می‌کند
تقدم با احترام
به مهندس
با درنظر گرفتن
عموم، مشتریان، کارفرمایان و حرفه.
یک فرد شاغل باید وظیفه شاغلین در قبال رفاه عمومی در درجه اول اهمیت دهد. - مهندسین حرفه ای انتاریو، [۲۰]
مهندسان در انجام وظایف حرفه ای خود، ایمنی، سلامت و رفاه عمومی را در اولویت قرار خواهند داد.
- انجمن ملی مهندسین حرفه ای.
بسیاری از انجمن‌های تخصصی مهندسی قوانین اخلاقی را تهیه کرده‌اند. برخی از آنها مربوط به دهه‌های اولیه قرن بیستم است. این موارد، کم و بیش در قوانین نظارتی چندین حوزه قضایی گنجانده شده‌است. در حالی که بیانیه‌های اصول کلی به عنوان یک راهنما ارائه شدند، مهندسان هنوز نیاز به داوری صحیح برای تفسیر نحوه اعمال این قانون در شرایط خاص دارند.
اصول کلی منشورهای اخلاقی تا حد زیادی در جوامع مختلف مهندسی و مقامات منشور جهان مشابه است، که این قوانین را بعداً گسترش می‌دهند و دستورالعمل‌های خاصی را منتشر می‌کنند. در ادامه نمونه‌هایی از انجمن مهندسین عمران آمریکا آمده‌است:
1. مهندسان باید ایمنی، سلامت و رفاه عمومی را در مهم‌ترین درجه قرار دهند و در اجرای وظایف حرفه ای خود برای رعایت اصول توسعه پایدار تلاش کنند.
2. مهندسان باید خدمات را فقط در حوزه‌هایی که در آن خبره‌اند، انجام دهند.
3. مهندسان فقط باید به صورت عینی و واقعی بیانیه عمومی را صادر کنند.
4. مهندسان باید در موضوعات تخصصی برای هر کارفرما یا مشتری به عنوان نمایندگان یا معتمدان وفادار عمل کنند و از تضاد منافع اجتناب کنند.
5. مهندسان باید شهرت تخصصی خود را بر اساس شایستگی خدمات خود ایجاد کنند و نباید با دیگران رقابت ناعادلانه کنند.
6. مهندسان باید به گونه ای عمل کنند که شرافت، اصالت و حیثیت حرفه مهندسی را حفظ و افزایش دهند و در برابر رشوه، تقلب و فساد چشم پوشی نکنند.
7. مهندسان باید در حرفه خود به پیشرفت ادامه دهند و فرصت‌هایی را برای پیشرفت تخصصی مهندسین تحت نظارت خود فراهم کنند.
8. مهندسان باید در تمام مسائل مربوط به حرفه خود، با همه افراد منصفانه رفتار کنند و به مشارکت عادلانه بدون توجه به جنسیت یا هویت جنسی، نژاد، منشأ ملی، قومیت، مذهب، سن، گرایش جنسی، معلولیت، وابستگی سیاسی، یا خانواده، و متأهل بودن یا وضعیت اقتصادی تشویق کنند.

در سال ۱۹۹۰، دانشجویان EPFL سوگند ارشمیدسی را شرح دادند، که یک کد اخلاقی عملی برای مهندسان و تکنسین‌ها است، شبیه به سوگند بقراط که در دنیای پزشکی استفاده می‌شود.
تعهد به جامعه
ایمنی و رفاه مردم، مهم‌ترین ارزشی است که مهندسان به رسمیت می‌شناسند. همان‌طور که در گزیده‌های زیر نشان داده شده‌است، این مورد برای سازمان‌های مهندسی تخصصی تقریباً در هر حوزه قضایی و رشته مهندسی است:
- موسسه مهندسان برق و الکترونیک: " ما اعضای موسسه مهندسان برق و الکترونیک …، بدین وسیله خود را به بالاترین رفتار اخلاقی و حرفه ای متعهد می‌کنیم و موافقت می‌کنیم: مسئولیت تصمیم‌گیری‌های مطابق با ایمنی، سلامت و رفاه عمومی و افشای سریع عواملی که ممکن است برای عموم یا محیط زیست به خطر بیفتد را می‌پذیریم.[۲۵]
- مؤسسه مهندسین عمران: «ما اعضای موسسه مهندسان برق و الکترونیک …، بدین وسیله خود را به بالاترین رفتار اخلاقی و حرفه ای متعهد می‌کنیم و موافقت می‌کنیم: مسئولیت تصمیم‌گیری‌های مطابق با ایمنی، سلامت و رفاه عمومی و افشای سریع عواملی که ممکن است برای عموم یا محیط زیست به خطر بیفتد را می‌پذیریم.»[۲۶]
- مهندسان حرفه‌ای انتاریو: «یک فرد شاغل باید وظیفه‌اش در قبال رفاه عمومی را در درجه اول اهمیت قرار دهد.»[۲۷]
- انجمن ملی مهندسین حرفه ای: «مهندسان در انجام وظایف تخصصی خود باید: ایمنی، سلامت و رفاه عمومی را در اولویت قرار دهند.»[۲۸]
- انجمن مهندسین مکانیک آمریکا: «مهندسان در انجام وظایف تخصصی خود، ایمنی، سلامت و رفاه عمومی را در اولویت قرار دهند.»[۲۹]
- مؤسسه مهندسین صنایع: «مهندسان یکپارچگی، شرافت و حیثیت حرفه مهندسی حمایت و تقویت کنند: ۲. صادق و بی طرف باشند و با وفاداری، به مردم، کارفرمایان و مشتریان خود خدمت کنند.»[۳۰]
- مؤسسه مهندسین شیمی آمریکا: «برای دستیابی به این اهداف، اعضا باید ایمنی، سلامت و رفاه عمومی و حفاظت از محیط زیست در انجام وظایف تخصصی خود در اولویت قرار دهند.»[۳۱]
- انجمن هسته‌ای آمریکا: «اعضای انجمن هسته‌ای آمریکا یکپارچگی و افتخار تخصصی خود را تقویت و حمایت می‌کنند و از دانش و مهارت خود برای ارتقاء رفاه انسان و محیط زیست استفاده می‌کنند؛ صادق و بی طرف بودن؛ خدمت صادقانه به مردم، کارفرمایان و مشتریان؛ و تلاش برای بهبود مستمر شایستگی و اعتبار حرفه‌های مختلف خود.»[۳۲]
- انجمن مهندسین حفاظت آتش‌نشانی: «مهندسان آتش نشانی در انجام حرفه خود باید شایستگی خود را حفظ کرده و دائماً بهبود بخشند و تحت یک استاندارد رفتار تخصصی که مستلزم رعایت عالی‌ترین اصول رفتار اخلاقی با توجه متوازن به منافع عمومی، مشتریان، کارفرمایان و همکاران و حرفه عمل کنند.»[۳۳]

مسئولیت مهندسان
مهندسان بزرگ‌ترین شایستگی کار و تخصص شان را تعهد به خدمت به جامعه و توجه به رفاه و پیشرفت اکثریت می‌دانند. با تغییر طبیعت به نفع بشر، مهندسان باید آگاهی خود را از جهان به عنوان جایگاه بشریت، علاقه به جهان به عنوان تضمینی برای غلبه بر روح و شناخت واقعیت برای جهان منصفانه تر و شادتر را افزایش دهند. مهندس باید هر مقاله ای را که به منافع عمومی آسیب می‌زند را رد کند، بنابراین از موقعیتی که ممکن است برای محیط زیست، زندگی، سلامت یا سایر حقوق انسان خطرناک یا تهدید کننده باشد، اجتناب کند. حفظ اعتبار حرفه، اطمینان از اجرای صحیح آن، و حفظ رفتار حرفه ای که ریشه در توانایی، صداقت، صلابت، اعتدال، بزرگواری، حیا، صداقت و عدالت دارد، وظیفه اجتناب ناپذیر مهندس است. با آگاهی از اینکه رفاه فردی تابع رفاه اجتماعی است. مهندسان و کارفرمایان آنها باید اطمینان دهند که به‌طور مستمر دانش خود به ویژه تخصص را بهبود بخشند، دانش خود را ارائه دهند، تجربیات خود را به اشتراک بگذارند، فرصت‌هایی را برای آموزش و پرورش کارگران فراهم کنند، از مدارسی که در آن تحصیل کرده‌اند حمایت مادی و معنوی کنند؛ بنابراین، مزایا و فرصت‌هایی را که آنها و کارفرمایانشان دریافت کرده‌اند، بازمی‌گرداند. این وظیفه مهندسان است که کار خود را به نحو احسن انجام دهند و از قانون حمایت کنند. به ویژه، آنها باید اطمینان دهند که نسبت به استانداردهای حمایت از کارگران طبق قانون موافقت کنند. به عنوان یک متخصص، از مهندسان انتظار می‌رود که متعهد به استانداردهای بالا رفتار کنند(NSPE). [1] 11/27/11
وظیفه گزارش (افزایش افشاگری)

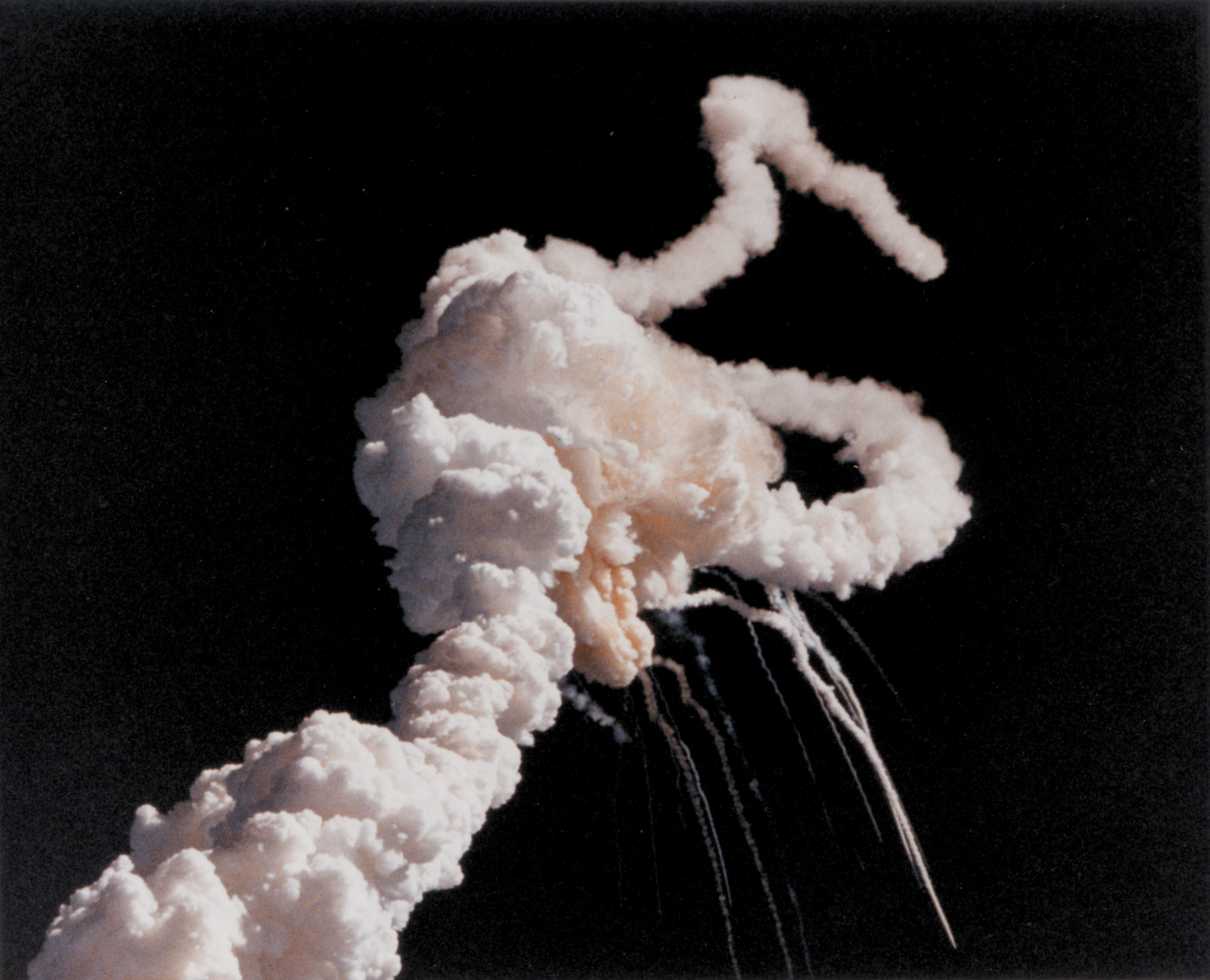
فاجعه شاتل فضایی چلنجر به عنوان مطالعه موردی در مورد افشاگری و رفتار سازمانی از جمله تفکر گروهی استفاده می‌شود.

معضل اخلاقی اساسی این است که یک مهندس موظف است خطر احتمالی برای دیگران را از سوی مشتری یا کارفرما که از دستورالعمل‌های مهندس پیروی نمی‌کند به مقام مربوطه گزارش دهد. طبق اصول اولیه، این وظیفه بر وظیفه مشتری یا کارفرما غلبه می‌کند، حتی اگر گزارش نکردن چنین خطری منجر به از دست دادن جان یا سلامتی کسی نشود، ممکن است یک مهندس جریمه شود یا جواز کارش باطل شود.
اگر یک مهندس توسط یک مقام غیر فنی یا یک مرجع فنی رد شود، باید به‌طور کتبی دلایل توصیه خود و عواقب انحراف از توصیه را به این مقام اطلاع دهد.
در بسیاری از موارد، این وظیفه را می‌توان با آگاه کردن مراجع از عواقب آن در یک موضوع صریح و با اطمینان از اینکه مشتری از مشاوره مهندس استفاده می‌کند، انجام داد. در موارد بسیار نادر، که ممکن است حتی یک مقام دولتی اقدام مناسبی انجام ندهد، مهندس فقط می‌تواند با علنی کردن وضعیت، این وظیفه را انجام دهد. در نتیجه، افشاگری توسط مهندسان متخصص یک اتفاق غیرعادی نیست ودادگاه‌ها اغلب در چنین مواردی طرف مهندسان را می‌گیرند. در صورتی که وظایف در قبال کارفرمایان و ملاحظات محرمانگی نادیده گرفته شود، باعث سکوت مهندس می‌شود.
هدایت
چندین مسئله اخلاقی دیگر نیز وجود دارد که مهندسان ممکن است با آنها مواجه شوند. برخی از آنها مربوط به عملکرد فنی هستند، اما بسیاری دیگر با ملاحظات گسترده‌تری به رفتار تجاری مرتبط هستند. از جمله:
- روابط با مشتریان، مشاوران، رقبا و پیمانکاران
- حصول اطمینان از انطباق قانونی توسط مشتریان، پیمانکاران مشتری و دیگران
- تضاد منافع
- رشوه، که ممکن است شامل موارد زیر نیز باشد:
  - هدایا، وعده‌های غذایی، خدمات و مهمانی
- رسیدگی به اطلاعات محرمانه یا اختصاصی
- سنجش دارایی‌های کارفرما
- اشتغال/فعالیت‌های بیرونی (شبانه)

برخی از جوامع مهندسی حفاظت از محیط زیست را به عنوان یک پرسش مستقل از اخلاق مطرح می‌کنند. حوزه اخلاق تجاری اغلب با هم همپوشانی دارد و تصمیم‌گیری اخلاقی را برای مهندسان اطلاع‌رسانی می‌کند.
مطالعات موردی و افراد کلیدی
پتروسکی خاطرنشان می‌کند که اکثر مشکلات مهندسی بیشتر از اینکه اشتباه محاسبات فنی ساده باشد، شامل شکست فرایند طراحی یا فرهنگ مدیریت است. با این حال، همه شکست‌های مهندسی شامل مسائل اخلاقی نیستند. رسوایی فروریختن اولین پل باریک تاکوما، و تلف شدن کاوشگر قطبی مریخ و مدارگرد آب و هوای مریخ، از شکست‌های فنی و فرایند طراحی بودند. همچنین همه مسائل اخلاق مهندسی به خودی خود شکست‌های مهندسی قطعی نیستند - شلدون اپشتاین، مدرس دانشگاه نورث وسترن، هولوکاست را به عنوان نمونه‌ای از نقض اخلاق مهندسی با وجود (و به دلیل) موفقیت‌آمیز بودن خلاقیت مهندسان در انجام مأموریت نسل‌کشی نازی‌ها ذکر کرد.
این موارد از شکست مهندسی شامل مسائل اخلاقی و همچنین مسائل فنی می‌شود.
- فراخوان استارت زدن سوئیچ جنرال موتورز (۲۰۱۴)
- نشت نفت در دریا (۲۰۱۰)
- فاجعه شاتل فضایی کلمبیا (۲۰۰۳)
- فاجعه شاتل فضایی چلنجر (۱۹۸۶)
- حوادث Therac-25 (1985 تا ۱۹۸۷)
- فاجعه چرنوبیل (۱۹۸۶)
- فاجعه بوپال (۱۹۸۴)
- ریزش راهروی هتل Hyatt Regencyدر شهر کانزاس (۱۹۸۱)
- کانال عشق (۱۹۸۰)، لوئیس گیبز
- تصادف جزیره سه مایل (۱۹۷۹)
- مرکز سیتی گروپ (۱۹۷۸)،
- مشکلات ایمنی فورد پینتو (دهه ۱۹۷۰)
- بیماری میناماتا (۱۹۰۸–۱۹۷۳)
- فاجعه آبرفان (۱۹۶۶)
- مشکلات ایمنی شورولت کوروار (دهه ۱۹۶۰)، رالف نادر، و ناامن در هر سرعت
- فاجعه ملاس بوستون (۱۹۱۹)
- فروریختن پل کبک (۱۹۰۷)، تئودور کوپر
- سیل جانستون (۱۸۸۹)، باشگاه ماهیگیری و شکار چنگال جنوبی
- فاجعه پل تی (۱۸۷۹)، توماس بوچ، ویلیام هنری بارلو و ویلیام یولند
- فاجعه راه‌آهن رودخانه آشتابولا (۱۸۷۶)، سنگ آماسا

1. ↑  Layton (1986). pp. 6-9
2. ↑  The AIEE merged with the Institute of Radio Engineers (IRE) (1912) in 1963 to form the IEEE.
3. ↑  AIME is now the umbrella organization of four technical societies: the Society for Mining, Metallurgy, and Exploration (SME) (1957), The Minerals, Metals & Materials Society (TMS) (1957), the Society of Petroleum Engineers (SPE) (1957), and the Association For Iron and Steel Technology (AIST) (1974). Neither AIME, nor its subsidiary societies have adopted a formal code of ethics.
4. ↑  Layton (1986) p. 35.
5. ↑  ASCE (2000). p. 10.
6. ↑  Flavell, Eric. "The ASCE Code of Ethics: PRINCIPLES, STUDY, AND APPLICATION". ASCE. Archived from the original on 2013-12-03. Retrieved Nov 27, 2013.
7. ↑  ASME member H.F.J. Porter had proposed as early as 1892 that the engineering societies adopt uniform membership, education, and licensing requirements as well as a code of ethics. (Layton (1986). pp. 45-46)
8. ↑  Layton (1986). pp. 70 & 114.
9. ↑  Layton (1986) p. 35.
10. ↑  Layton (1986). pp. 124-125.
11. ↑   {{cite book}}: Empty citation (help)
12. ↑   {{cite book}}: Empty citation (help)
13. ↑  "Archived copy" (PDF). Archived from the original (PDF) on 2016-03-04. Retrieved 2015-10-14.{{cite web}}:  نگهداری یادکرد:عنوان آرشیو به جای عنوان (link)
14. ↑  Layton (1986)
15. ↑  https://engineers.texas.gov/downloads/lawrules.pdf بایگانی‌شده  در [تاریخ ناموجود] توسط ghostarchive.org [خطا: نشانی ناشناختهٔ بایگانی] [نشانی وب عریان]
16. ↑  Layton (1986). pp. 6-7
17. ↑  "Board of Ethical Review". National Society of Professional Engineers. 2013. Retrieved Nov 29, 2013.
18. ↑   {{cite book}}: Empty citation (help)
19. ↑  "Report Details Guidelines to Reduce Corruption in Engineering and Construction Industry" (Press release). ASCE. 2005-06-17. Archived from the original on 2007-09-30. Retrieved 2006-10-20.
20. ↑  Layton (1986)
21. ↑  ICE (2004).
22. ↑  ASCE (2000).
23. ↑  ASCE [1914] (2006).
24. ↑  https://www.epfl.ch/about/overview/wp-content/uploads/2019/09/Charte-ethique-de-lEFPL.pdf
25. ↑  IEEE (2006). Code of Ethics Canon 1.. Retrieved: 2006-10-19.
26. ↑  ICE (2004). p. 38.
27. ↑  PEO. Professional Engineers Ontario Code of Ethics. Section 77.2.i of the Ontario Regulation 941. Retrieved: 2006-10-19.
28. ↑  "NSPE Code of Ethics for Engineers". National Society of Professional Engineers. 2013. Retrieved Nov 29, 2013.
29. ↑  "Code of Ethics of Engineers". ASME. 2013. Archived from the original on 2013-12-06. Retrieved Nov 29, 2013.
30. ↑  IIE. "Ethics". Retrieved: 2011-6-01.
31. ↑  AIChE (2003). Code of Ethics Retrieved: 2006-10-21.
32. ↑  ANS (2003). Code of Ethics Retrieved: 2011-08-19.
33. ↑  "Code of Ethics - SFPE". www.sfpe.org. Archived from the original on 7 May 2017. Retrieved 2017-05-18.
34. ↑  Ontario Regulation 941 Section 72(2)(f)
35. ↑  NSPE (2006-06-30). "Final Report of the NSPE Task Force on Overruling Engineering Judgment to the NSPE Board of Directors" (PDF). Retrieved 2020-08-28. {{cite journal}}: Cite journal requires |journal= (help)
36. ↑  See the case of Shawn Carpenter.
37. ↑  ASCE (2000).
38. ↑  Petroski (1985)
39. ↑  "Northwestern U. Fires Adjunct Who Taught About Holocaust". www.chronicle.com. 17 January 1997. Retrieved 2021-06-11.